# Гиростабилизатор

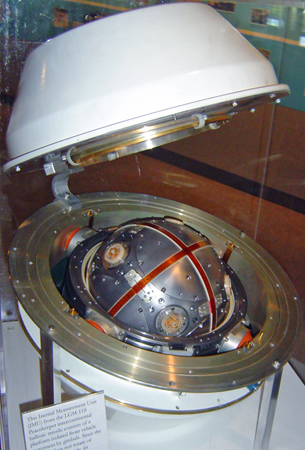
Гиростабилизированная платформа, используемая в МБР

Гиростабилизатор — гироскопическое устройство, предназначенное для стабилизации отдельных предметов или приборов, а также для определения угловых отклонений предметов. По принципу действия гиростабилизаторы делятся на непосредственные, силовые и индикаторные.

## Состав
Гиростабилизированная платформа обычно состоит из 1, 2 или 3 гироскопов, электронной системы обработки сигналов. Также может содержать акселерометры и другие датчики.
Гиростабилизированные платформы, как измерительные приборы, обычно используются в составе системы управления ракетами, космическими кораблями и орбитальными станциями, самолётами, морскими судами, подводными лодками и т. п.
Также гиростабилизированные платформы применяются в системах видеонаблюдения на базе БПЛА и аэростатов. Дополнительная стабилизация гироскопами применяется в панорамных головках и других устройствах для киносъёмки в движении.